# فلورنسا فولي
فلورنسا فولي (بالإنجليزية: Florence Foley) هي ممثلة أمريكية، ولدت في 1907.
مثلت في 15 فيلمًا لشركة فيتاغراف ستوديوز بين عامي 1911 و1914.
شاركت في فرقة مود آدامز لإنتاج ثلاث مسرحيات من تأليف ج. م. باري في أكاديمية الموسيقى في ريتشموند، فرجينيا في عام 1915.
لعبت دور أنابيلا في مسرحية "ليتل ميس فيكسر" على مسرح فالي بلاي هاوس في لوس أنجلوس في عام 1938.

## وصلات خارجية
- فلورنسا فولي على موقع IMDb (الإنجليزية)
- فلورنسا فولي على موقع قاعدة بيانات الفيلم (الإنجليزية)